# SummerSlam (2001)
SummerSlam (2001) foi o décimo quarto evento SummerSlam promovido pela World Wrestling Federation (WWF), uma promoção de luta profissional americana. Aconteceu em 19 de agosto de 2001, no Compaq Center na cidade de San Jose, Califórnia, sendo patrocinado pelo Chef Boyardee.

## Resultados
| Nº                                          | Resultados | Estipulações                                                                                          | Tempo |
| ------------------------------------------- | --- | --- | ----- |
| Heat                                        | Lita, Jacqueline e Molly Holly (WWF) derrotaram Torrie Wilson, Stacy Keibler e Ivory (WCW)                                          | Luta de trios                                                                                         | 2:55  |
| 1                                           | Edge (WWF) derrotou Lance Storm (ECW)                                                                                               | Luta individual pelo WWF Intercontinental Championship                                                | 11:16 |
| 2                                           | The Dudley Boyz (Bubba Ray e D-Von) e Test (ECW/WCW) derrotaram The APA (Faarooq e Bradshaw) e Spike Dudley (com Molly Holly) (WWF) | Luta de trios                                                                                         | 7:19  |
| 3                                           | X-Pac (WWF) derrotou Tajiri (WWF)                                                                                                   | Luta individual para unificar o WCW Cruiserweight Championship e o WWF Light Heavyweight Championship | 7:33  |
| 4                                           | Chris Jericho (WWF) derrotou Rhyno (ECW) (com Stephanie McMahon-Helmsley) por submissão                                             | Luta individual                                                                                       | 12:34 |
| 5                                           | Rob Van Dam (ECW) derrotou Jeff Hardy (c) (WWF)                                                                                     | Luta de escadas pelo WWF Hardcore Championship                                                        | 16:33 |
| 6                                           | Brothers of Destruction (The Undertaker e Kane) (com Sara) (WWF) derrotaram Diamond Dallas Page e Kanyon (WCW)                      | Luta em uma jaula de aço pelo WCW World Tag Team Championship e WWF Tag Team Championship             | 10:13 |
| 7                                           | Kurt Angle (WWF) derrotou Steve Austin (c) (WCW) por desqualificação                                                                | Luta individual pelo WWF Championship                                                                 | 22:30 |
| 8                                           | The Rock (WWF) derrotou Booker T (com Shane McMahon) (WCW)                                                                          | Luta individual pelo WCW Championship                                                                 | 15:19 |
| (c) – Refere-se aos campeões antes da luta. | | |       |